# Йоганнес-Маттіас Геншайд
Йоганнес-Маттіас «Ганнес» Геншайд (нім. Johannes-Matthias „Hannes“ Hönscheid; 14 червня 1922, Айторф — 2 березня 2001, Мюнхен) — німецький військовий кореспондент, лейтенант резерву люфтваффе. Єдиний військовий кореспондент-кавалер Лицарського хреста Залізного хреста.

## Біографія
Після закінчення Вищого училища Франкфурта-на-Майні 15 січня 1942 року був призваний на службу в авіаційну роту зв'язку на авіабазі Фріцлара. З 1 вересня 1942 року — військовий кореспондент і голова італо-німецької газети «Орел Сицилії». Також був службовцем 3-ї групи 1-ї навчальної ескадри і 54-ї бомбардувальної ескадри, як член екіпажу  Ju 88 взяв участь у 28 бойових вильотах. Під час боїв у Сицилії був десантником 1-ї парашутної дивізії. Під час відступу в районі Фрозіноне-Монте-Кассіно знищив 7 ворожих танків, також в якості командира ударної групи взяв у полон 827 солдатів. При цьому сам Геншайд був важко поранений і потрапив у британський полон, з якого зміг втекти і пройшов тривале лікування в лазареті при штаб-квартир дуче в Фазано. 14 вересня 1944 року переведений в ОКВ і призначений керівником відділу військових кореспондентів, військовим цензором і офіцером зв'язку при імперському міністрі пропаганди. Регулярно керував веденням військового щоденника у ставці фюрера «Вовче лігво». В кінці війні був військовим кореспондентом і прес-секретарем Фленсбурзького уряду. Після війни працював головним редактором і видавцем в Мюнхені.

## Нагороди
- Хрест Воєнних заслуг
  - 2-го класу з мечами
  - 2-го і 1-го класу без мечів
- Залізний хрест
  - 2-го класу
  - 1-го класу (30 липня 1943)

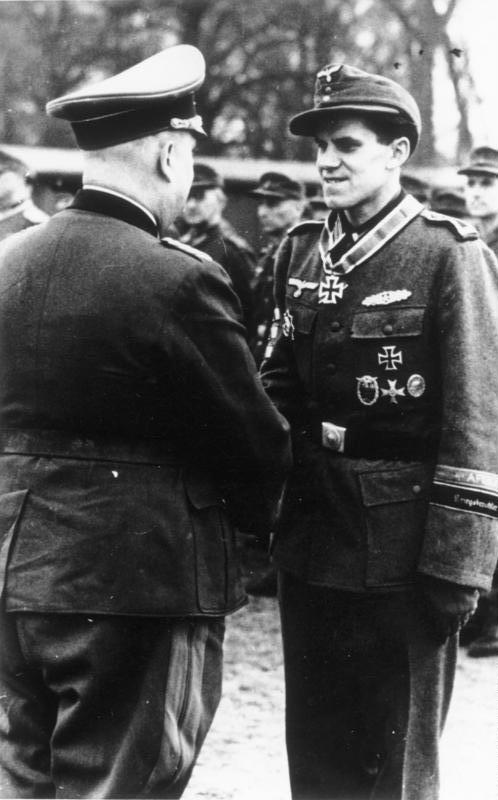
Генерал-майор Гассо фон Ведель вручає Геншайду Лицарський хрест Залізного хреста.

- Авіаційна планка бомбардувальника в бронзі
- Пам'ятний знак пілота
- Нарукавна стрічка військового кореспондента люфтваффе
- Нарукавна стрічка «Африка»
- Знак парашутиста Німеччини
- Нагрудний знак люфтваффе «За наземний бій»
- 3 нарукавних знаки «За знищений танк» (1 в золоті і 2 в сріблі)
- Нагрудний знак «За поранення» в сріблі
- Нагрудний знак ближнього бою в сріблі
- Лицарський хрест Залізного хреста (12 березня 1945) — за заслуги під час боїв у Сицилії в липні-серпні 1943 року.
- Німецький хрест в золоті (16 березня 1945)

### Автор
- Der Kriegsberichter. Roman und Autobiographie eines Ritterkreuzträgers. Band 1: Die Front. Internationaler Kulturdienst Verlag. München 1992. ISBN 3-926469-17-X.

### Видавець
- Martin Pöppel: Himmel und Hölle. Das Kriegstagebuch des Fallschirmjägers Martin Pöppel, Internationaler Kulturdienst (1986), ISBN 978-3926469007